# 大安镇 (通化县)
大安镇，是中华人民共和国吉林省通化市通化县下辖的一个乡镇级行政单位。

## 行政区划
大安镇下辖以下地区：
大安社区、大安村、水洞村、湖上村、砬门里村、上四平村和下四平村。